# Danilo Türk
Za slovenskega filmskega in gledališkega igralca glej Danilo Turk (igralec).
Danilo Türk, slovenski pravnik, diplomat in politik, * 19. februar 1952, Maribor.
Je slovenski diplomat, profesor mednarodnega prava, strokovnjak za človekove pravice in politik, ki je bil med letoma 2007 in 2012 predsednik Republike Slovenije. Türk je bil med letoma 1992 in 2000 prvi slovenski veleposlanik pri Združenih narodih, med letoma 2000 in 2005 pa je bil pomočnik generalnega sekretarja Organizacije združenih narodov za politične zadeve.

Je gostujoči profesor mednarodnega prava na Univerzi Columbia v New Yorku, zaslužni profesor na Pravni fakulteti Univerze v Ljubljani in nerezidenčni višji sodelavec Inštituta za finančne študije Chongyang na kitajski univerzi Renmin v Pekingu. Je ustanovitelj Fundacije Danila Türka, ki se posveča predvsem rehabilitaciji otrok žrtev oboroženih spopadov. Je tudi predsednik Globalnega odbora na visoki ravni za vodo in mir in predsednik upravnega odbora Global Fairness Initiative, nevladne organizacije s sedežem v Washingtonu, D.C., ki se posveča gospodarskemu in družbenemu razvoju v državah v razvoju. Leta 2016 je bil neuspešen kandidat za mesto generalnega sekretarja Združenih narodov.

## Šolanje in fakulteta
Danilo Türk je bil prvi otrok svojih staršev, očeta Štefana in matere Marije - učitelja ter šivilje. Oče mu je umrl še pred dokončano osnovno šolo. Po tej se je vpisal na II. gimnazijo Maribor, sledil pa je študij na ljubljanski Pravni fakulteti. Po opravljenem magisteriju Mednarodno pravno varstvo manjšin leta 1978 je postal asistent na fakulteti, leta 1982 je opravil še doktorat. Istega leta se je zaposlil na fakulteti, naslednje leto je že postal predstojnik Inštituta za mednarodno pravo in mednarodne odnose, bil pa je tudi predstojnik katedre za mednarodno pravo na fakulteti, kjer je 1995 dosegel stopnjo rednega profesorja.
Posvečanje manjšinski problematiki in človekovim pravicam je Türka vodilo do delovnega mesta sekretarja komisije za manjšinska in izseljenska vprašanja v okviru Socialistične zveze delovnega ljudstva Slovenije. S področja človekovih pravic je izhajalo tudi njegovo sodelovanje z Amnesty International pri reševanju primerov kršitev v Jugoslaviji. Leta 1989 je bil v Ustavo Slovenije zapisan amandma, ki je onemogočal uvedbo izrednega stanja brez slovenske skupščine, pri čemer je imel vpliv Türk. Ravno tako je dve leti zatem sodeloval pri snovanju ustave novoustanovljene suverene države, in sicer kot avtor osnutka poglavja o človekovih pravicah. 
Leta 1988 je bil podudnik oz. soustanovitelj Sveta za človekove pravice Socialistične zveze delovnega ljudstva.
Med vojno za Slovenijo je sodeloval z zunanjim ministrom in informacijskim ministrom, kasneje (od septembra 1991 do avgusta 1992) pa je bil član delegacije Republike Slovenije na Mirovni konferenci o Jugoslaviji.

## Diplomacija
Leta 1984 je bil izvoljen v podkomisijo OZN za preprečevanje diskriminacije in zaščito manjšin, s čimer je pričel delovati na mednarodnem področju. Junija 1991 je pridobil ustrezna pooblastila za predstavljanje Slovenije v mednarodnih organizacijah. Leta 1992 je Türk nastopil kot prvi stalni predstavnik (v rangu veleposlanika) Republike Slovenije na sedežu OZN v New Yorku, kjer si je med drugim prizadeval za uveljavitev države v OZN, pa tudi za veljavo enakopravnosti pri nasledstvenih zadevah razpadle Jugoslavije. Kot veleposlanik je dvakrat tudi predsedoval Varnostnemu svetu OZN (1998 in 1999). 
Takratni generalni sekretar Organizacije združenih narodov Kofi Anan je Türka 1. februarja 2000 imenoval za svojega pomočnika za politične zadeve, kar je opravljal več kot pet let. Njegovo delo je vključevalo analitične in svetovalske dejavnosti v zvezi s takrat aktualnimi kriznimi žarišči (Balkan, Palestina, Libanon, Afganistan, Irak, Mjanmar, Severna Koreja, Vzhodni Timor, Kolumbija, Haiti, Venezuela in druga).
Ob koncu tega mandata je kandidiral tudi za položaj generalnega sekretarja, a ni bil izvoljen, hkrati pa mu niso potrdili novega mandata pomočnika generalnega sekretarja. Septembra 2005 se je vrnil v domovino ter zasedel mesto profesorja mednarodnega prava na Pravni fakulteti v Ljubljani.
Generalni sekretar ZN Antonio Guterres je marca 2022 nekdanjega predsednika Slovenije in predsednika Madridskega kluba Danila Türka imenoval v svoj Svetovalni odbor na visoki ravni o učinkovitem multilateralizmu, skupaj z 11 drugimi uglednimi nekdanjimi in sedanjimi voditelji držav in strokovnjaki.

## Politika

### Predsedniške volitve 2007
Junija 2007 je vložil kandidaturo na predsedniških volitvah 2007 s podporo državljanov. Podporo so mu med drugim izrazile tudi parlamentarne stranke SD, DeSUS, Zares ter zunajparlamentarne stranke Krščanski socialisti, AS in Demokrati. 
Türka je za kandidaturo navdušil Dravograjčan Aleksander Borštnar, ki je v časopisu prebral intervju z njim ter se mu je zazdel Türk primeren kandidat za predsednika. Uredništvu časopisa ter Türku samemu je poslal pismo, v katerem je pohvalil njegovo neokuženost s preteklostjo in strankarsko politiko ter mu predlagal kandidaturo na predsedniških volitvah. Türk je kasneje tudi sam v javnosti navedel Borštnarja za prvega predlagatelja njegove kandidature.
V prvem krogu predsedniških volitev 21. oktobra 2007 je zasedel drugo mesto in se skupaj Lojzetom Peterletom uvrstil v drugi krog. V drugem krogu volitev, ki je bil 11. novembra 2007, je Türk prejel 68,03 % od 1.005.359 veljavnih glasovnic.. Funkcijo predsednika je uradno prevzel 23. decembra tega leta.

### Predsednik Republike Slovenije
Türk je zaprisegel 22. decembra 2007 ob 20. uri pred Državnim zborom ter nasledil Janeza Drnovška in tako postal tretji predsednik samostojne Slovenije. V nedeljo, 23. decembra 2007, je od bivšega predsednika Janeza Drnovška prevzel uradne dolžnosti predsednika.
23. decembra 2007 je imenoval svoje sodelavce: Stojan Tramte (generalni sekretar Urada predsednika Republike Slovenije), Mojca Seliškar Toš (vodja kabineta), Erik Kerševan (svetovalec za pravna vprašanja), Franci Perčič (svetovalec za gospodarska vprašanja), Bojan Potočnik (svetovalec za varnostna vprašanja), Dušan Snoj (svetovalec za diplomatska vprašanja), Magdalena Tovornik (svetovalka za politična vprašanja) in Melita Župevc (svetovalka za odnose z javnostmi). Sestava svetovalcev se je skozi mandat predsednika republike spreminjala. Zaradi nastopa nove zaposlitve oziroma upokojitve so urad zapustili Melita Župevc (2008), Bojan Potočnik (2008), Erik Kerševan (2010), Dušan Snoj (2010), Stojan Tramte (2011) in Magdalena Tovornik (2011). Ekipi njegovih sodelavcev so se naknadno pridružili: 5. decembra 2008 Ladislav Lipič (svetovalec za obrambne zadeve), 1. junija 2010 Boštjan Lajovic (svetovalec za odnose z javnostmi), 1. avgusta 2010 Tatjana Miškova (svetovalka za diplomatska vprašanja) in 13. januarja 2011 Uroš Krek (generalni sekretar Urada predsednika Republike Slovenije).
Leta 2009 je Türk požel ogorčenje dela javnosti in politike, ko je na novinarsko vprašanje, če se bo šel poklonit žrtvam v množičnem grobišču v Hudi Jami, označil za »drugorazredno temo« ob dnevu žena in da gre za »politične manipulacije«. Kasneje je trdil, da je bila njegova izjava potvarjena in je v resnici s tem kritiziral »politično zlorabo teh tragičnih odkritij«.
21. oktobra 2011, takoj po polnoči, je razpustil 5. državni zbor Republike Slovenije, saj slednji po izglasovani nezaupnici Pahorju in njegovi vladi ni predlagal novega mandatarja; v zgodovini samostojne Slovenije je bilo prvič, da je predsednik države razpustil državni zbor ter s tem omogočil predčasne volitve.
16. marca 2012 je Danilo Türk najavil kandidaturo za drugi predsedniški mandat. Ob tem je napovedal, da ne bo kandidiral s podporo strank ampak s podpisi državljanov. 31. avgusta je na Državno volilno komisijo vložil kandidaturo s 13.000 podpisi. V kampanji sta se za predsedniško mesto potegovala še kandidat Slovenske demokratske stranke Milan Zver in kandidat SD Borut Pahor. Pahor je v prvem krogu povedel s 39,9 odstotka, Türk se je v drugi krog uvrstil 35,9 odstotka. V drugem krogu je Pahor prejel 67,4 odstotka glasov in bil izvoljen na mesto predsednika republika. Türk je prejel manj glasov kot v prvem krogu, 231.971. Med analizami o Türkovem porazu so bila ugibanja o razlogih različna, med drugim tudi ta, da je Pahor svojo kandidaturo napovedal in prejel podporo med kongresom stranke SD, ki je na volitvah leta 2007 Türka podprla, tokrat pa svojega kandidata.

## Po predsedniškem delovanju
Po porazu na volitvah se je Türk za nekaj časa umaknil iz politike, decembra 2013 pa napovedal kandidaturo za generalnega sekretarja Združenih narodov. Kmalu sta ga podprla premierka Alenka Bratušek in minister za zunanje zadeve Karl Erjavec. Januarja 2014 je slovenska vlada podprla Türka za svojega kandidata za generalnega sekretarja ZN. Kasneje sta ga podprla tudi premier Miro Cerar in predsednik države Borut Pahor ter predsednik državnega zbora Milan Brglez. Vlada Republike Slovenije je 8. februarja 2016 v skladu s proceduro ZN predlagala Danila Türka za kandidata za generalnega sekretarja ZN. Po prvem glasovanju je bil Türk na drugem mestu, z vsakim naslednjim glasovanjem pa mu je podpora upadala. Mesta generalnega sekretarja na koncu ni osvojil.
Türka je leta 2022 generalni sekretar Združenih narodov António Guterres imenoval v Svetovalni odbor na visoki ravni za učinkovit multilateralizem, ki mu sopredsedujeta Ellen Johnson Sirleaf in Stefan Löfven.
Pred predsedniškimi volitvami leta 2022 je podprl kandidatko Natašo Pirc Musar.

## Zasebno življenje
Türku in njegovi ženi Barbari se je leta 1980 rodila hči Helena.
29. marca 2011 je bil v Innsbrucku operiran zaradi »malignega bolezenskega tkiva na prostati«.

## Dela
Danilo Türk je avtor knjige Temelji mednarodnega prava. Gre za prvi slovenski učbenik na tem področju, ki obravnava vsa poglavitna vprašanja mednarodnega prava (vire in zgodovino, subjekte in objekte, položaj človeka kot posameznika, mednarodno odgovornost držav, diplomatske in konzularne odnose, mirno reševanje sporov ter temeljne vsebine prava oboroženih konfliktov). Delo je prevedeno v madžarščino, češčino in ruščino.
- Temelji mednarodnega prava (Ljubljana: GV Založba, 2007. ISBN 978-961-247-033-3) (COBISS)
- (2. pregledana in dopolnjena izdaja 2015 - 519 str.)

## Odlikovanja in priznanja
- 2008: Vitez velikega križa Reda kopeli (Združeno kraljestvo) [25]
- 2008: Veliki križ z briljanti Reda sonca Peruja
- 2010: Poveljniški križec prvega razreda Reda bele vrtnice Finske
- 2011: Vitez velikega križa Reda svetega Karla (Monako) [26]
- 2011: Vitez velikega križa z velikim trakom Reda za zasluge Italijanske republike [27]
- 2011: Velika zvezda za zasluge za Republiko Avstrijo [28]
- 2011: Vitez velikega križa Reda orla (Islandija)
- 2011: Veliki križ Kraljevega norveškega reda svetega Olava
- 2008: protektor Evropske akademije znanosti in umetnosti
- 2008: Zlata medalja Znanstvene družbe Széchenyi (Madžarska)
- 2008: Nagrada Arthurja J. Goldberga pravne fakultete Touro Law College (ZDA)
- 2010: Mednarodna nagrada Iljasa Afandijeva (Azerbajdžan)
- 2010: častni doktorat Univerze v Szegedu (Madžarska)
- 2011: častni doktorat Narodne univerze Vasilija Nazareviča Karazina v Harkovu (Ukrajina)
- 2012: Medalja Evropskega računskega sodišča
- 2012: častni doktorat Moskovskega državnega inštituta za mednarodne odnose [29]
- 2015: zaslužni profesor Univerze v Ljubljani[30]
- 2025: častni meščan Ljubljane

| Politične funkcije         | Politične funkcije                                                 | Politične funkcije     |
| -------------------------- | ------------------------------------------------------------------ | ---------------------- |
| Predhodnik: Janez Drnovšek | Predsednik Republike Slovenije 23. december 2007–22. december 2012 | Naslednik: Borut Pahor |